# Vallter 2000

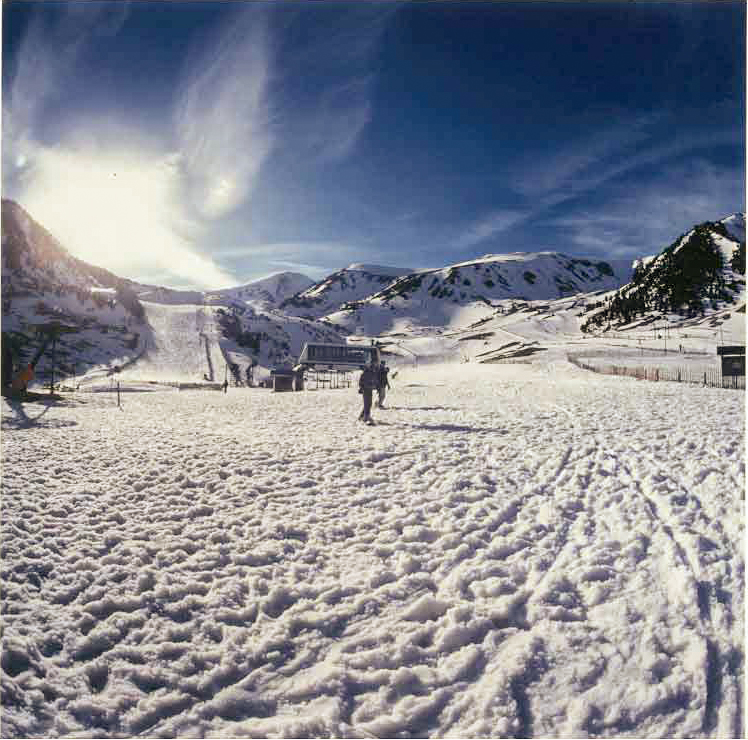
A estação de Vallter2000 no inverno.

Vallter 2000 é uma estação de esqui situada nos Pirenéus catalães, na província de Girona, com a base a 2000 metros de altitude.

## Descrição
Esta pequena estação de esqui está no Vale de Camprodon (Vall de Camprodon), comarca de Ripollés (Ripollès), muito acolhedora e com umas espessuras de neve durante toda a temporada que permitem desfrutar de 14 quilómetros de pistas sem nenhum problema.

## Serviços
Dispõe desde parque infantil, escola de esqui, cafetarias, restaurantes, serviço médico, trenós, esqui de montanha, raquetas, parapente, tirolina, tiro com arco e hípica, etc